# Colombia en los Juegos Paralímpicos de Atenas 2004
Colombia estuvo representada en los Juegos Paralímpicos de Atenas 2004 por cinco deportistas, cuatro hombres y una mujer. El equipo paralímpico colombiano no obtuvo ninguna medalla en estos Juegos.